# David Saelens
David Saelens (ur. 2 lipca 1975 roku w Ieper) – belgijski kierowca wyścigowy.

## Kariera
Saelens rozpoczął karierę w wyścigach samochodowych w 1994 roku od startów we Francuskiej Formule Renault, gdzie jednak nie był klasyfikowany. W późniejszych latach pojawiał się także w stawce Europejskiego Pucharu Formuły Renault (wicemistrz w 1996 roku), Masters of Formula 3, Grand Prix Makau, Brytyjskiej Formuły 3, Francuskiej Formuły 3 (mistrz w 1998 roku), Belgian Procar, American Le Mans Series, Formuły 3000, Belcar, Deutsche Tourenwagen Masters, 24h Le Mans, Europejskiego Pucharu Formuły 3, Francuskiej Formuły 3, Europejskiej Formuły 3000, Le Mans Endurance Series, FIA GT Championship, Włoskiej Formuły 3, Le Mans Series, 24h Le Mans, Porsche Supercup oraz Niemieckiego Pucharu Porsche Carrera.
W Formule 3000 Belg startował w latach 1999-2002. W 1999 roku stawał raz, a w 2000 roku - trzykrotnie na podium. Z dorobkiem odpowiednio ośmiu, piętnastu i dziesięciu punktów był klasyfikowany w latach 1999-2001 odpowiednio na dziewiątej, siódmej oraz dziesiątej pozycji w końcowej klasyfikacji generalnej.
W sezonie 2002 Saelens pełnił rolę kierowcy testowego zespołu Minardi w Formule 1.